# جنوب‌سوسمار
جنوب‌سوسمار (نام علمی: Notosuchus) نام یک سرده از کلاد جنوب‌سوسماران است.